# Malév-vlucht 240
Malév-vlucht 240 was een vlucht van de Hongaarse luchtvaartmaatschappij Malév. Op 30 september 1975 stortte de Tupolev Tu-154 met vliegtuigregistratie HA-LCI waarmee de vlucht uitgevoerd werd, vlak voor de landing in zee.
Het vliegtuig was op weg van Boedapest naar Beiroet. Alle zestig inzittenden, waaronder Libanezen, Hongaren, Fransen, Britten, Finse VN-diplomaten en een Nederlander, werden gedood.

## Het ongeluk
Na meervoudige vertragingen krijgt vlucht 240 om 23.10 uur toestemming om op te stijgen van Ferihegy, het vliegveld van Boedapest. Gedurende de dag had het ernaar uitgezien dat de vlucht zou worden geannuleerd, aangezien de situatie in Beiroet zo slecht was (in Libanon woedt een burgeroorlog) dat er zelfs geen contact kon worden opgenomen met het vliegveld. De weersomstandigheden zijn daarentegen perfect en het toestel is pas één jaar oud.
Om 02.33 uur verlaat vlucht 240 het luchtruim van Cyprus en neemt het vliegtuig contact op met de verkeersleiding van Libanon. 20 minuten voor de landing krijgt het vliegtuig toestemming om te dalen naar 6.000 voet. Vervolgens krijgt vlucht 240 toestemming om te landen. Het toestel stort echter in zee.
De laatste jaren blijven geruchten circuleren dat het vliegtuig neergeschoten zou zijn, hetzij omdat het wapens voor een Arabische groepering aan boord had, hetzij omdat er gedelegeerden van de Palestijnse Bevrijdingsorganisatie (PLO) aan boord zouden zijn (hetgeen niet het geval was).

## Nasleep

### Onderzoek
Hoewel er veelvuldig toezeggingen zijn gedaan dat er een onderzoek zou worden ingesteld, is een gedetailleerde officiële verklaring nooit gegeven. Uiteindelijk verscheen er een rapport van slechts één pagina. Drie weken na het ongeluk verscheen er een, onopvallend achter in de Hongaarse kranten gepubliceerde, tekst van maar een paar regels met de volgende inhoud: "Het vinden, bergen en analyseren van de zwarte doos, welke erg nuttig kan zijn in het vinden van de oorzaak van het ongeluk, is erg onwaarschijnlijk." László Németh, de jonge echtgenoot van een stewardess, omgekomen bij het ongeluk, vertelde aan een televisiestation hoe de politie hem waarschuwde: "Geen vragen, nu of in de toekomst. Houd je mond gesloten."

### Begrafeniscontroverse
In februari 2007 kwam een Nederlandse nabestaande, Francine van der Velde, via internet in contact met László Németh. Toen pas, ruim dertig jaar na de crash, hoorde zij van het feit dat bijna twee derde van de inzittenden, waarvan zeventien niet geïdentificeerd (waaronder goed mogelijk haar vader), ergens in Libanon waren begraven. Dit was destijds niet aan de Europese (inclusief Hongaarse) nabestaanden gemeld. Integendeel: het werd ontkend.
Dit werd in december 2008 bevestigd door een woordvoerder van het Hongaarse ministerie van Economie en Transport in een reactie op een artikel in de Volkskrant. Daarin wordt verklaard dat men officieel niets wist en beaamd dat de nabestaanden onder druk werden gezet. Tevens wordt verklaard dat informatie daarover uiterst geheim was, wat eerder was bevestigd in een brief van de Hongaarse minister van Civiele Veiligheid aan een Hongaars parlementslid. Ook de Libanese autoriteiten zijn uiterst terughoudend en laten weten niet mee te willen werken aan de zoektocht naar het graf van de omgekomen passagiers, zoals blijkt uit het antwoord van de minister van Buitenlandse Zaken Maxime Verhagen.

### Opheldering
Met overige nabestaanden blijven Van der Velde en Németh proberen de geborgen lichamen te vinden. Nova toonde op 20 december 2008 een rapportage waarin veel vragen over de toedracht van het ongeluk aan bod kwamen met antwoorden van onder anderen een lid van het Hongaarse onderzoeksteam, de Cypriotische militair die op radar de gebeurtenissen volgde en de Britse piloten die het wrak lokaliseerden en de getuigenissen van meerdere nabestaanden en diplomaten zoals de Finse minister van Buitenlandse Zaken. In januari 2009 zijn vragen over deze zaak gesteld aan de Europese Commissie.